# Justicia craibii
Justicia craibii är en akantusväxtart som beskrevs av W. W. Smith. Justicia craibii ingår i släktet Justicia och familjen akantusväxter. Inga underarter finns listade i Catalogue of Life.